# Новоиванковский сельский совет (Новониколаевский район)
Новоиванковский сельский совет (укр. Новоіванківська сільська рада) — входит в состав
Новониколаевского района
Запорожской области
Украины.
Административный центр сельского совета находится в 
с. Новоиванковка.

## История
- 1943 — дата образования.

## Населённые пункты совета
- с. Новоиванковка
- с. Богуновка
- с. Вольное
- с. Граничное
- с. Дудниково
- с. Каштановка
- с. Алексеевка
- с. Петропавловское